# Гуголплекс
Гуголплекс је број 1 са гугол нула, може да се запише као 10(10100).

## Историја
У 1920. години, деветогодишњи нећак Едварда Каснера, Милтон Сирота је увео термин гугол, што је једнако 10100, а затим је предложио следећи термин гуголплекс "један, праћен са онолико нула колико је потребно да се уморите читајући их". Каснер је одлучио да прихвати формалнију дефиницију "јер се различити људи уморе у различито време и то никада не би урадио да Carnera постане бољи математичар, од Др Ајнштајна, само зато што је имао више издржљивости и могао да пише дуже". На тај начин, гуголплекс је постао 10(10100).

## Величина
Просечна књига може да се штампа са 106 нула (око 400 страница са 50 редова на страници и 50 нула у сваком реду). Дакле потребно је 1094 таквих књига, да одштампате гуголплекс нула. Ако је таква књига тешка 100 грама, све би биле око 1093 килограма. За поређење, земљина маса је 5.972 к 1024 kg, а маса галаксије Млечни пут се процењује на 2,5x 1042 килограма.

### У чистој математици
У чистој математици, постоји неколико знакова и метода за представљање великих бројева, по коме вредност од гуголплекс може бити приказано, као тетрација, хипероперација, Кнутова нотација, Штајнхаис-Моузер нотација, или Конвејева нотација.

### У физичком Универзуму
У PBS-овом научном програму Космос: лично путовање, у епизоди 9: Животи звезда, астроном и водитељ Карл Сејган је проценио да би писање гуголплекса у пуној форми (односно 10.000.000.000....) било физички немогуће, јер, да би се то урадило потребно је више места неко што је доступно у видљивом универзуму.
Један гугол је већи од броја атома у видљивом свемиру. Број атома у видљивом свемиру је процењен на 10^78. У стварном свету је зато тешко давати примере бројева који су близу доста већем гуголплексу. Како год, анализирајући квантна стања и црне рупе, физичар Дон Пејџ је написао да „експериментално одређујући да ли би информацијама изгубљеним у црним рупама масе Сунца... требало више од 10^10^79.96 мерења да се добије шире одређење финалне густине након што црна рупа испари. Крај Свемира кроз процес зван Велико Хлађење без Сушења протона се очекује за 10^10^75 година.
У посебном чланку, страница показује да је број стања у црној рупи масе приближно Андромединој маси је у распону Гуголплекса.
За писање овог броја би било потребно много времена: ако човек може да напише две цифре у секунди, онда је могуће написати Гуголплекс за око 1.51×1092 година, што је око 1,1×1082 пута општеприхваћена старост универзума.

## Модн
Остаци (мод n) гуголплекса су:
0, 0, 1, 0, 0, 4, 4, 0, 1, 0, 1, 4, 3, 4, 10, 0, 1, 10, 9, 0, 4, 12, 13, 16, 0, 16, 10, 4, 24, 10, 5, 0, 1, 18, 25, 28, 10, 28, 16, 0, 1, 4, 24, 12, 10, 36, 9, 16, 4, 0, ... 